# Gonystylus costalis
Gonystylus costalis är en tibastväxtart som beskrevs av Airy Shaw. Gonystylus costalis ingår i släktet Gonystylus och familjen tibastväxter. Inga underarter finns listade i Catalogue of Life.